# Lamuño
Lamuño (en asturiano: Llamuñu) es un pueblo asturiano, situado en el concejo de Cudillero y en la parroquia de San Martín de Luiña.

## Demografía
En 2014 contaba con una población de 214 habitantes (INE 2014).

## Geografía y descripción
Se encuentra a una altitud de 117 m s. n. m., pero prácticamente en primera línea de mar, en lo alto de un acantilado, pero está a unos 5 minutos de las playas de San Pedro, Oleiros y Concha de Artedo. La distancia a Cudillero es de 9 km.
Los principales atractivos del pueblo son sus apartamentos y casas rurales y una cuadra que organiza rutas a caballo, así como sus bellos paisajes y playas.

## Hijos ilustres
- Avelino González Fernández, médico pediatra fundador de La Gota de Leche de Gijón.